# Васил Жуглов
Васил Христов Жуглов или Джуглов е български революционер, деец на Вътрешна македоно-одринска революционна организация.

## Биография
Васил Жуглов е роден в костурското село Въмбел, тогава в Османската империя, днес Мосхохори, Гърция. Влиза във ВМОРО в 1900 година. През март 1903 година, начело на въмбелската милиция, дава сражение на османски войски при село Смърдеш. През Илинденско-Преображенското въстание в 1903 година е четник в четата на Васил Чекаларов и участва в превземането на Невеска и похода ѝ в областта Колония.